# San Giusto (Lucca)

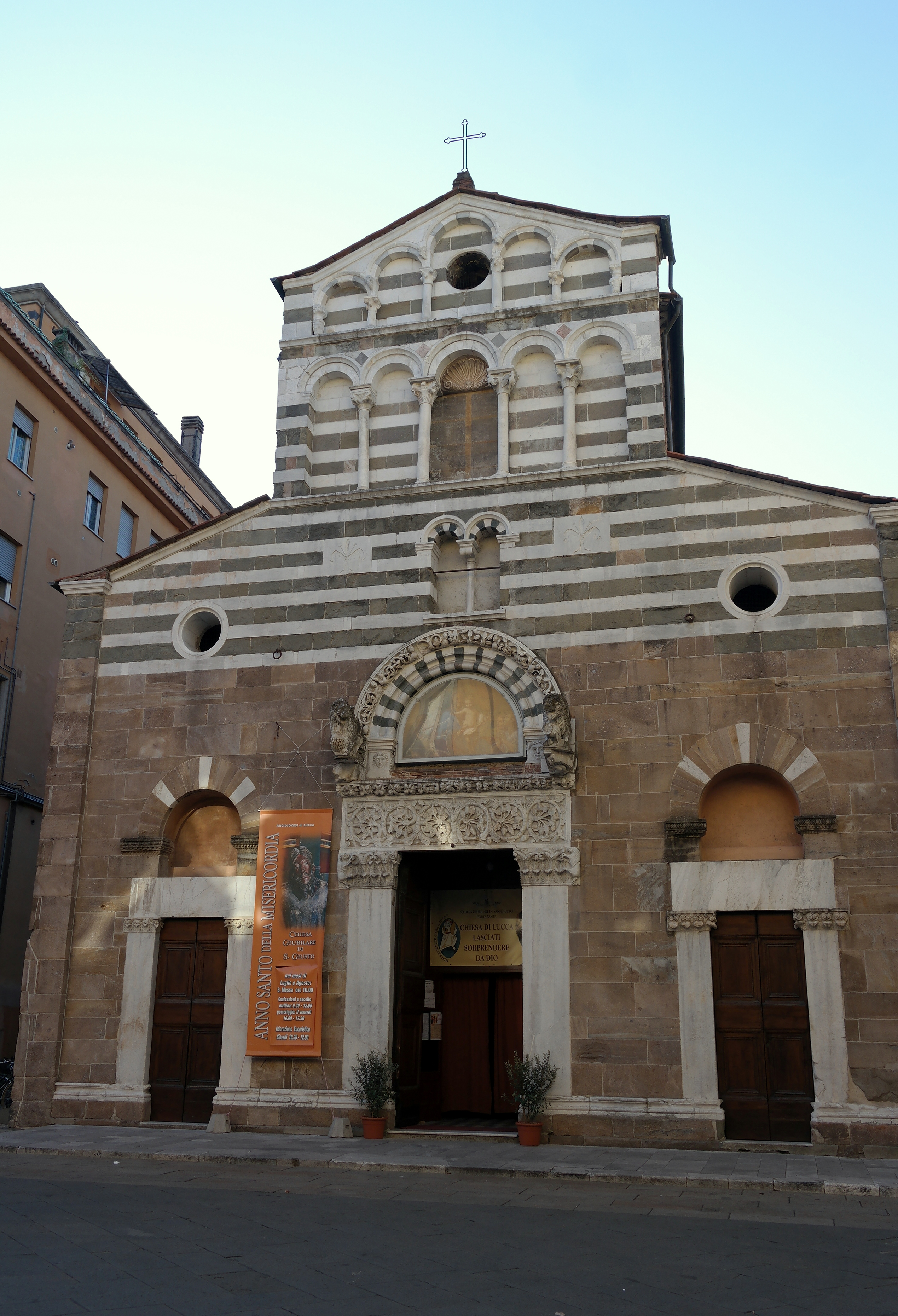
Vorderansicht San Giusto

San Giusto ist eine romanische Kirche in Lucca. Sie befindet sich am gleichnamigen Platz.
Die Kirche wurde in der zweiten Hälfte des 12. Jahrhunderts an der Stelle eines Vorgängerbaus errichtet. Das dreischiffige Langhaus wird von einer halbkreisförmigen Apsis abgeschlossen. Im 17. Jahrhundert wurde das Kircheninnere barockisiert, das Gewölbe wurde mit Stuckarbeiten dekoriert.
Der obere Teil Hauptfassade wird durch Streifen aus schwarzem und weißem Marmor akzentuiert, denen vor dem erhöhten Giebelfeld des Hauptschiffs zwei Loggien vorgestellt sind.
Das Hauptportal ist eines der bedeutendsten aus der Werkstätte des Guidetto. Zwei verwundene Atlanten stützen je eine der beiderseits der Lünette vorspringenden Löwenfiguren. Die weitere Dekoration verwendet Pflanzen- und figurale Motive.

## Galerie

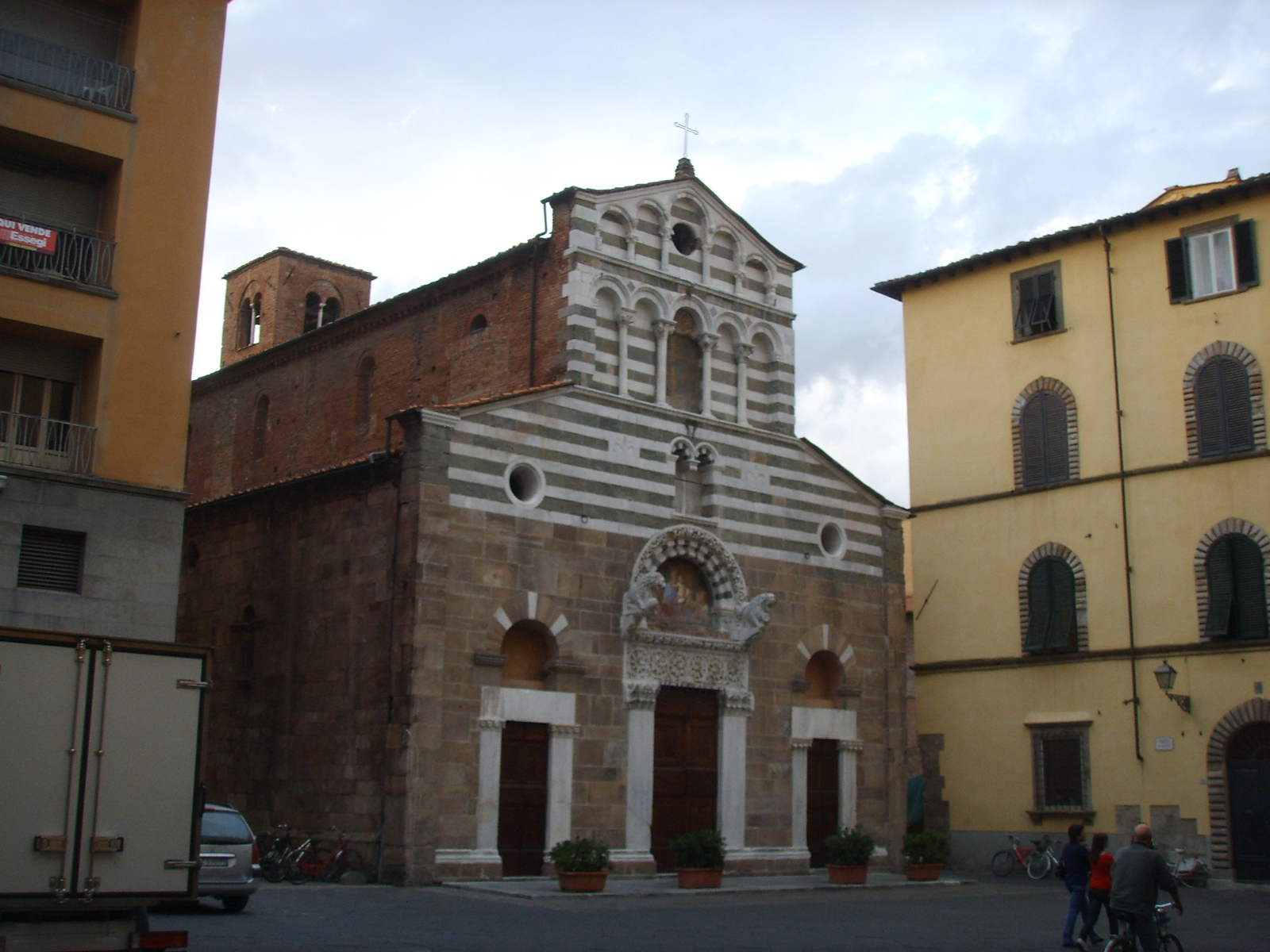
Kirchengebäude
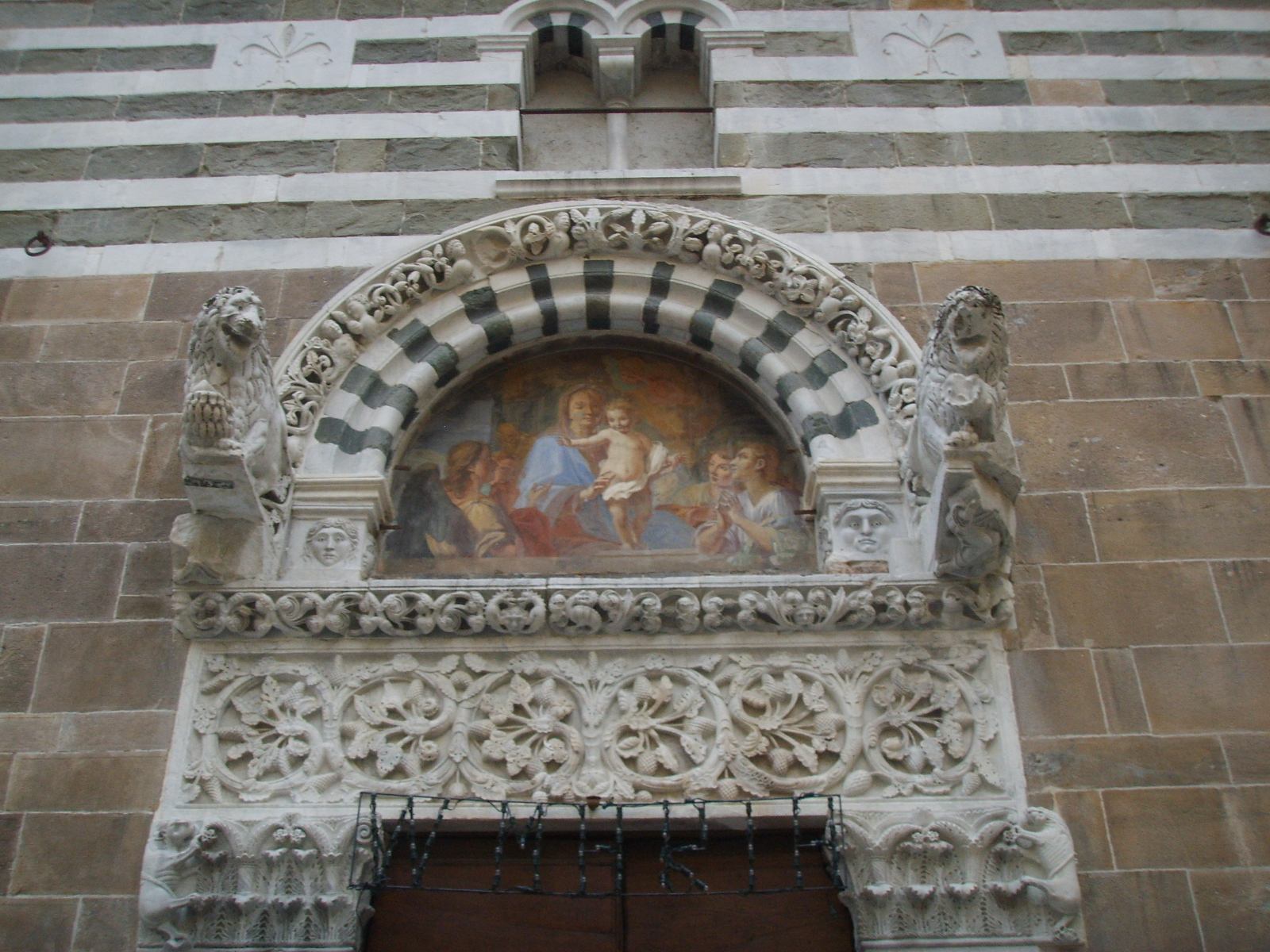
Portal
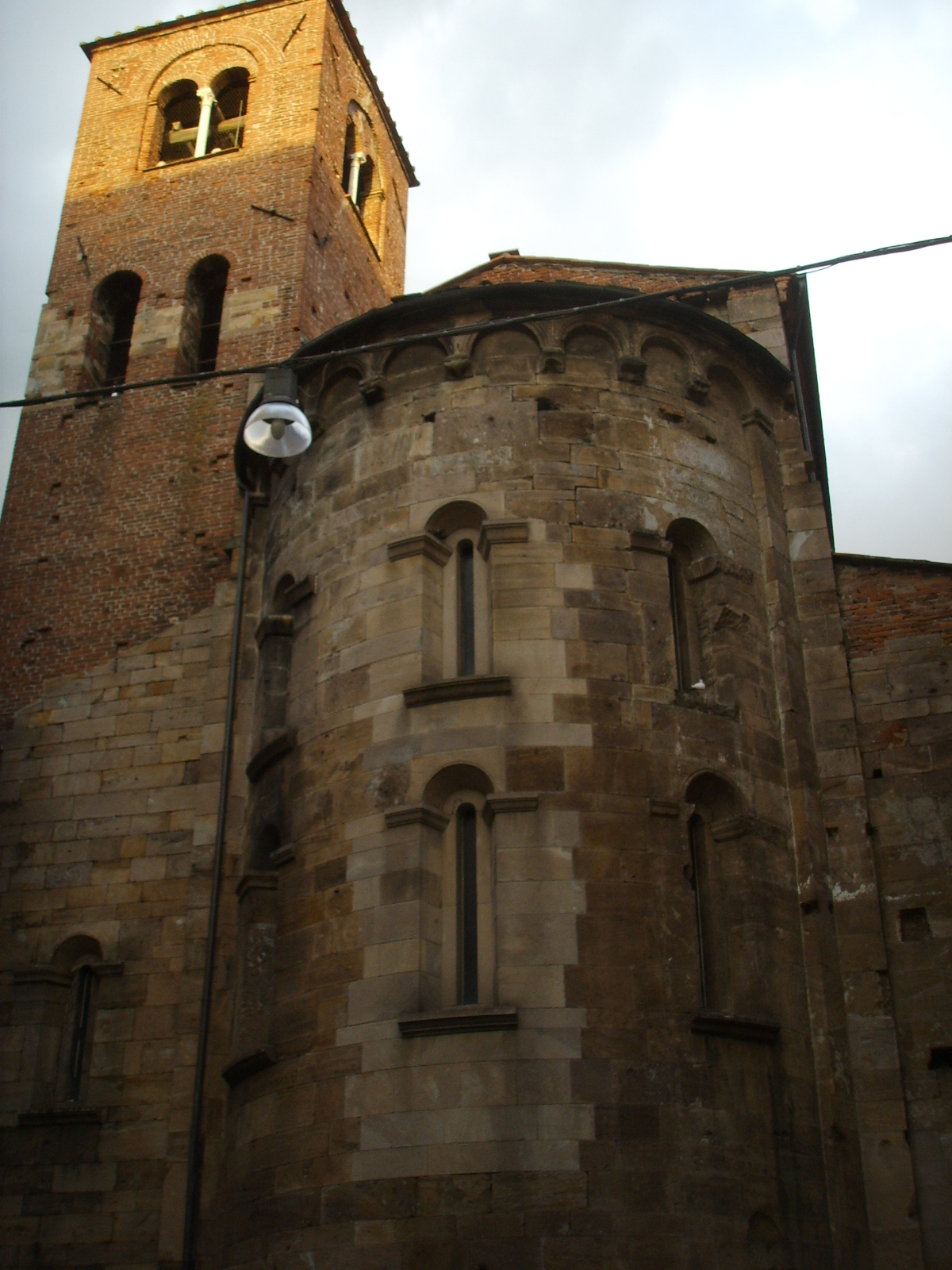
Apsis und Kirchturm